# Tkáňový mok

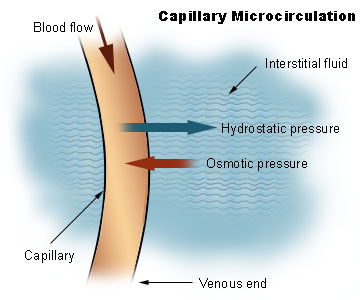
Kapilární mikrocirkulace:
interstitial fluid – tkáňový mok, blood flow – tok krve, hydrostatic pressure – hydrostatický tlak, osmotic pressure – osmotický tlak, capillary – vlásečnice, venous end – žilní konec vlásečnice

Tkáňový mok, také intersticiální tekutina, je mezibuněčná tekutina v těle mnohobuněčných živočichů. Představuje hlavní složku mimobuněčné tekutiny, do níž se také řadí krevní plazma a míza (lymfa), která se z moku tvoří. Tím, že intersticiální tekutina vyplňuje mezibuněčné prostory, umožňuje mezi buňkami a jejich okolím výměnu dýchacích plynů (kyslíku a oxidu uhličitého) a látek (přívod živin a odvod metabolitů).
Lidské tělo obsahuje přibližně jedenáct litrů tkáňového moku.

## Fyziologie

### Vznik tkáňového moku
Na vzniku tkáňového moku se podílí difuze, filtrace a reabsorpce – fyzikálně-chemické mikrocirkulační mechanizmy probíhající mezi intersticiem a kapilárami. Dominantní roli ve výměně kyslíku, oxidu uhličitého, vody a dalších látek hraje difuze, která umožňuje oboustranný transport po celé délce vlásečnic. Tímto mechanizmem se přes endotelovou vrstvu vymění asi padesátkrát větší objem, než filtrací a reabsorpcí. Endotel kapilár má v jednotlivých orgánech různou propustnost (permeabilitu). Například v játrech je vysoká (albuminy procházejí stěnou), v kosterním svalstvu menší. Minimální je – v důsledku hematoencefalické bariéry – v centrálním nervovém systému.
Přesto právě druhý mechanizmus – filtrace a reabsorpce – je klíčový pro výsledný směr pohybu výměny látek a umožňuje vlastní tvorbu tkáňového moku. Za fyziologických podmínek jsou filtrace, která se uskutečňuje na tepenném konci kapiláry, a reabsorpce (zpětné vstřebávání) na jejím žilním konci v dynamické rovnováze.

#### Starlingovy síly
Směr pohybu tekutiny je závislý především na poměru mezi hydrostatickým tlakem ve vlásečnicích a onkotickým tlakem bílkovin v krevní plazmě. K tomu se v menší míře přidávají tlaky intersticiální tekutiny, respektive onkotický tlak v ní. Tyto čtyři hybné síly byly nazvány podle jejich objevitele jako Starlingovy síly:
- hydrostatický tlak ve vlásečnici – shoduje se s hodnotou tlaku krve vlásečnice v daném místě, vzrůstá s vyšším tepenným i žilním tlakem,
- hydrostatický tlak tkáňového moku – jedná se o tlak mimo vlásečnici v okolním intersticiu; ve svém důsledku omezuje filtraci, za fyziologických podmínek je nulový, významu nabývá při patologických procesech (např. otocích),
- onkotický tlak bílkovin krevní plazmy – rozhodující složka mířící proti filtraci, protože endotel brání průchodu plazmatických proteinů na rozdíl od elektrolytů; představuje osmotický tlak bílkovin,
- onkotický tlak intersticia – má nízkou hodnotu, je vytvářen bílkovinami, které projdou endoteliální výstelkou vlásečnice.

Při příchodu krve do tepenného konce vlásečnice probíhá díky tlakovému gradientu filtrace směrem z kapiláry do mezibuněčného prostoru. Tlak krve zde činí 30–35 mm Hg. Po ztrátě tekutiny v kapiláře vzroste onkotický tlak bílkovin a naopak tekutina v intersticiu způsobí zvýšení hydrostatického tlaku vně žilního konce kapiláry, což má za následek reabsorpci, zpětné vstřebávání směrem do vlásečnice. Tlak krve na žilním konci má hodnotu 15–20 mm Hg. Výsledný celkový úhrn výměny vyznívá ve prospěch extracelulárního filtrovaného objemu. Tento přebytek pak musí být z intersticia odveden lymfatickým systémem zpět do krevního řečiště. Z tkáňového moku přitom vzniká míza.
Za jeden den přejde z vlásečnic do mezibuněčného prostoru okolo dvaceti litrů tekutiny (ultrafiltrátu), zpětně je vstřebáno osmnáct litrů. Dva litry, které zůstávají v intersticiu, jsou odvedeny lymfatickým systémem.

## Složení
Složení tkáňového moku je v důsledku propustného endotelu vlásečnic až na jednu výjimku téměř shodné se složením krevní plazmy. Endotel umožňuje transport vody, plynů a malých molekul látek. Naopak nepřipouští přestup vysokomolekulárních látek, konkrétně bílkovin krevní plazmy, které tak v intersticiu za fyziologických podmínek chybí. Z elektrolytů je nejvíce zastoupeným kationtem sodný ion (Na+) a z aniontů pak chloridové (Cl−) a hydrogenuhličitanové (HCO3−) ionty. Zejména tyto tři prvky stojí za vznikem osmolarity mimobuněčné tekutiny, jejíž hodnota činí 290 mosm/l.
Druhé prostředí, se kterým tkáňový mok komunikuje, je intracelulární tekutina (cytoplazma). Oba kompartmenty jsou odděleny málo permeabilní buněčnou membránou. Intracelulární tekutina na rozdíl od intersticia obsahuje velmi nízkou hladinu sodných kationtů a naopak vysokou koncentraci draslíkových iontů.
V intersticiální tekutině se nacházejí aminokyseliny, cukry, mastné kyseliny, koenzymy, hormony, neurotransmitery, soli a dále produkty látkové výměny (metabolity). Jednotlivé látky jsou reabsorpovány do kapilár. Vysokomolekulární látky, které neprojdou stěnou kapilár (především bílkoviny), odvádí lymfa (míza) vznikající tak z tkáňového moku. Hladina bílkovin v míze činí přibližně 20 g/l. Její složení je závislé také na orgánu, v němž dochází k její produkci.